# Kotasaari (ö i Norra Karelen, Pielisen Karjala, lat 63,36, long 30,65)
Kotasaari är en ö i Finland. Den ligger i sjön Ruunaanjärvi och i kommunen Lieksa i den ekonomiska regionen  Pielinen-Karelen  och landskapet Norra Karelen, i den östra delen av landet, 500 km nordost om huvudstaden Helsingfors. Öns area är 3,2 hektar och dess största längd är 400 meter i sydöst-nordvästlig riktning.